# People's Dispensary for Sick Animals
Pour les articles homonymes, voir PDSA.
Le People's Dispensary for Sick Animals (littéralement « dispensaire du peuple pour les animaux malades ») est une organisation caritative britannique fondée en 1917 par Maria Dickin. Elle fournit des soins vétérinaires à des animaux blessés et malades que leurs propriétaires n'ont pas les moyens de faire soigner. 
L'organisme remet la médaille d'or du PDSA et la médaille Dickin.